# Морунешть
Морунешть, Морунешті (рум. Morunești) — село у повіті Олт в Румунії. Входить до складу комуни Морунглав.
Село розташоване на відстані 156 км на захід від Бухареста, 19 км на захід від Слатіни, 30 км на північний схід від Крайови.

## Населення
За даними перепису населення 2002 року у селі проживали 347 осіб, усі — румуни. Усі жителі села рідною мовою назвали румунську.